# 科斯塔斯·凱馬科格盧
科斯塔斯·凱馬科格盧（希臘語：Κωνσταντίνος "Κώστας" Καϊμακόγλου；1983年3月15日—）是一位希臘男子籃球運動員。他現在效力於VTB籃球聯賽球隊喀山。他也代表希臘國家籃球隊參賽。